# Tanjungsari (Taraju)
Tanjungsari is een bestuurslaag in het regentschap Tasikmalaya van de provincie West-Java, Indonesië. Tanjungsari telt 5999 inwoners (volkstelling 2010).